# Australian Air Express
Australian air Express (AaE) war eine australische Luftfrachtgesellschaft mit Sitz in Melbourne. Sie betrieb ein Luftfrachtnetz innerhalb Australiens u. a. mit geleasten Flugzeugen von Qantas, NationalJet und Pel-Air. Die Hauptbasis befand sich am Melbourne Airport.

## Geschichte
Australian air Express wurde Anfang 1992 als Joint Venture von Qantas (50 %) und der staatlichen Postgesellschaft Australia Post (50 %) gegründet. Der Betriebsbeginn war am 1. August 1992. Anfangs nutzte AaE Frachtkapazitäten auf Inlandslinienflügen der Qantas und bot auch anderen Gesellschaften Frachtraum in ihren Boeing 727 an. Ab September 2006 wurden die B727 ausgeflottet und durch zu Luftfrachtern umgebaute B737 der Qantas Tochter Express Freighters Australia ersetzt. Der Einsatz der ersten Boeing B737 begann am 24. Oktober 2006.
Der Flugbetrieb von AaE ist sehr umfangreich und variabel. „Next Flight“ nutzt freie Frachtkapazitäten auf Qantas Passagierlinienflüge. Fracht, die über Nacht oder später das Ziel erreichen kann, wird mit Maschinen von Express Freighters Australia, National Jet Systems und Pel-Air befördert. Auf Grund der Beförderung von Frachtgut durch drei Anbieter fliegt AaE unter verschiedenen Flugnummern, Codes und Rufzeichen.  Die B737 von Express Freighters Australia nutzt Flugnummern, Codes und Rufzeichen von Qantas, da die Bodenabfertigung in der Hand von Qantas/Express Freighters liegt. National Jet Express nutzt die IATA- und ICAO-Codes XM und XME und das Rufzeichen „Jetex“. Pel-Air nutzt ebenfalls den IATA-Code XM, hat aber kein gesondertes Rufzeichen.
Am 2. Oktober 2012 hat Qantas die 50 % Anteile der Australia Post übernommen und die Australian Air Express in die Tochtergesellschaft Qantas Freight integriert.

## Flotte
Mit Stand März 2011 bestand die Flotte aus sechs Flugzeugen:
- 4 Boeing 737-300
- 2 BAe 146-300QT